# جون مالوري
جون مالوري (بالإنجليزية: John Mallory)‏ هو لاعب كرة قدم أمريكية أمريكي، ولد في 24 يوليو 1946 في سوميت في الولايات المتحدة.

## وصلات خارجية
- جون مالوري على موقع مرجع كرة القدم المحترفة.كوم (الإنجليزية)